# Pentateuque

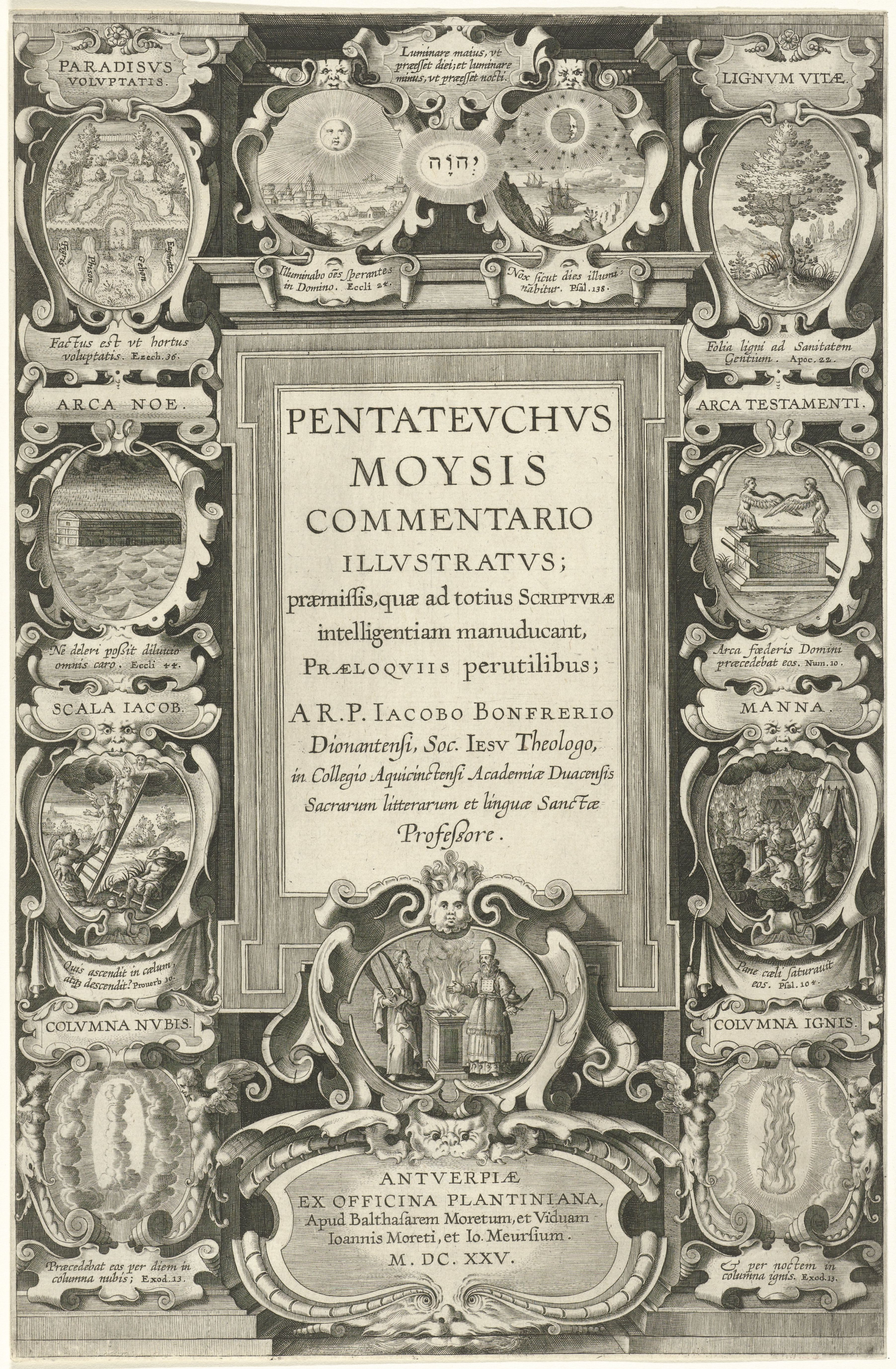
Page de titre du commentaire du Pentateuque rédigé par Jacques Bonfrère (1625).

Le Pentateuque est l'ensemble des cinq premiers livres de la Bible, c'est-à-dire la Genèse, l'Exode, le Lévitique, les Nombres et le Deutéronome. Il s'agit du nom en usage chez les chrétiens, alors que les juifs nomment ces cinq livres la Torah. Ils présentent l'histoire du peuple d'Israël depuis la création du monde jusqu'à la mort de Moïse. La tradition en attribue la paternité à Moïse, mais les exégètes modernes s'accordent en général sur l'idée qu'ils sont le résultat de multiples couches rédactionnelles probablement postérieures aux évènements qu'ils relatent. 

## Étymologie
Le mot Pentateuque est utilisé par les chrétiens pour désigner les cinq premiers livres de la Bible ; il correspond à la Torah juive. Les livres de la Torah s'appellent hâmisâ humsê hattôrâ, « les cinq cinquièmes de la loi ». Cette expression hébraïque est probablement à l'origine de l'expression grecque ἡ πεντάτευχος (βίϐλος) (hè pentáteukhos (bíblos)). Celle-ci apparaît pour la première fois dans un texte du gnostique Ptolémée au IIe siècle[précision nécessaire]. 
Penta vient de πέντε/pente « cinq », et -teuque de τεῦχος/teukhos, « étui » (il s'agit de la custode cylindrique contenant les livres en forme de rouleaux). Teukhos a fini par désigner, par métonymie, le contenu même de l'étui. La forme latine pentateuchus liber apparaît chez Tertullien à la fin du IIe siècle - début IIIe siècle.
Alors que les juifs nomment les cinq livres d'après les premiers mots de chacun d'eux, la tradition chrétienne, se fondant sur la traduction des Septante, préfère un terme qui résume le contenu des différents livres : Genèse (les origines du monde), Exode (la sortie d'Égypte du peuple juif), Lévitique (les lois religieuses, les lévites étant les prêtres du peuple juif antique), Nombres (le livre comporte de nombreux recensements), Deutéronome (la seconde loi).

## Controverse sur l'auteur du Pentateuque
Abraham ibn Ezra suggère dès le XIIe siècle que Moïse ne peut pas être l'auteur du pentateuque. Un argumentaire similaire peut être trouvé dans le chapitre 33 de Léviathan de Hobbes, publié en 1651. Abraham van Berkel, un ami proche des frères Koerbagh, eux mêmes proches de Spinoza, avait publié une version traduite en néerlandais de Léviathan en 1667. Hobbes publie également une version en latin, accentuée dans sa dimension théologico-politique, à Amsterdam en 1668. Spinoza reprend le travail de Abraham ibn Ezra dans son traité théologico-politique publié en 1670 :

« Presque tous les commentateurs ont cru que Moïse était l'auteur du Pentateuque. Les Pharisiens soutinrent cette opinion avec une telle obstination, qu'ils regardèrent comme hérétique, quiconque semblait penser d'une différente manière. Et c'est pourquoi Aben-Hezra, écrivain d'un libre génie, et d'une vaste érudition, qui, le premier de tous les auteurs que j'ai lus, remarque ce préjugé, n'osa point expliquer ouvertement sa pensée, se contentant seulement de l'indiquer en termes assez obscurs. Pour moi, je n'appréhenderai point d'éclaircir ses paroles, et de montrer manifestement la chose elle-même. »

En ce qui concerne le véritable auteur, Spinoza soupçonne Esdras, hypothèse qu'il justifie ainsi :

« Quel est maintenant cet historien ? C'est ce que je ne puis faire voir aussi évidemment. Je soupçonne cependant que c'est Esdras ; et voici les indices assez puissants qui m'inspirent cette conjecture. En effet, comme l'Historien, que nous savons à présent être unique, prolonge son histoire jusqu'à la liberté de Joachim, et ajoute, en outre, qu'il s'est assis toute sa vie à la table du roi, (c'est-à-dire ou de Joachim, ou du fils de Nébucadnesor, car le sens est fort incertain), il suit de là qu'il n'y a eu nul autre historien avant Esdras . Or, l'Écriture ne donne témoignage d'aucun historien, florissant alors, que d'Esdras seul, (voyez Esdras , chap. VII, vers. 10), qui se soit appliqué à rechercher la loi de Dieu, et à la mettre en ordre, et qui fût un écrivain versé dans la loi de Moïse (même chap., vers. 6). Je ne puis donc soupçonner personne autre qu'Esdras , qui ait écrit ces livres. Nous voyons ensuite, dans ce témoignage sur Esdras , qu'il s'est appliqué non seulement à rechercher la loi de Dieu, mais encore à la mettre en ordre ; et, dans Néhémie (chap. VIII, vers 8.), il est dit : “qu'ils lurent le Livre de la Loi de Dieu expliqué, qu'ils en présentèrent le sens, et qu'ils comprirent l'Écriture.” Or, comme non seulement le livre de la Loi de Moïse, ou la plus grande partie, sont contenus dans le livre du Deutéronome ; mais que l'on y trouve en outre, pour plus complète explication, quantité d'insertions, j'en conjecture que le livre du Deutéronome est ce livre de la Loi de Dieu, écrit par Esdras , mis en ordre et expliqué par lui, et qu'ils lurent alors. »

Ces deux œuvres sont interdites à la diffusion dans les Provinces-Unies par une ordonnance de 1671, appliquée en 1674. L'ensemble des travaux de Hobbes sont placés dans l'Index librorum prohibitorum (Index des livres interdits) par l'Église en 1649, le traité de Spinoza les y rejoint en 1679 En Angleterre, Hobbes ne bénéficie de la protection du roi Charles II qu'à la condition de ne plus rien publier en anglais sur la politique ou la religion, et subit malgré tout des pressions d'un comité mandaté par la chambre des communes chargé d'examiner les livres qui propagent l'"athéisme" . Le reste du commentaire de ces œuvres a été largement ignoré par les théologiens.

## Contenu
Le Pentateuque est constitué de deux sortes de textes : les récits historiques et les prescriptions religieuses. À part le livre de la Genèse, qui ne contient que des textes narratifs, les quatre autres alternent ces deux types de textes.
Les récits historiques qui constituent le Pentateuque vont de la création du monde jusqu'à la disparition de Moïse et se poursuivent dans les livres suivants (livre de Josué, livre des Juges, Premier et Deuxième livre de Samuel et Premier et Second livre des Rois) qui vont de l'installation dans la Terre Promise jusqu'à la chute de Jérusalem (586 av. J.-C.) et l'exil à Babylone (597/586/582-538 av. J.-C.).
Les textes de loi sont au nombre de trois et sont dispersés dans le texte. Il s'agit du Code de l'Alliance du chapitre 20, verset 22 au chapitre 23, verset 19 de l'Exode, du Code de sainteté des chapitres 17 à 26 du Lévitique et du Code deutéronomique des chapitres 12 à 26 du Deutéronome. Ces classes de lois ont été, selon la tradition, transmises par Moïse qui est l'agent de Dieu et sont donc clairement différentes d'un autre texte de loi, le Décalogue qui est transmis directement par Dieu. Ces dix lois divines sont exposées deux fois dans le Pentateuque. Elles se trouvent d'abord dans le livre de l'Exode (chapitre 20 versets 2 à 17) puis dans celui du Deutéronome (chapitre 5 versets 6 à 21).
Dans L'Origine de la famille, de la propriété privée et de l'État, Engels établit un lien direct entre le Pentateuque et la forme patriarcale de la famille :

« Jusqu'en 1860 environ, il ne saurait être question d'une histoire de la famille. Dans ce domaine, la science historique était encore totalement sous l'influence du Pentateuque. La forme patriarcale de la famille, qui s'y trouve décrite avec plus de détails que partout ailleurs, n'était pas seulement admise comme la plus ancienne, mais, - déduction faite de la polygamie, - on l'identifiait avec la famille bourgeoise actuelle, si bien qu'à proprement parler la famille n'avait absolument pas subi d'évolution historique; on concédait tout au plus que dans les temps primitifs pouvait avoir existé une période de rapports sexuels exempts de toute règle. »

### Genèse
Le Livre de la Genèse est souvent divisé en deux parties : le récit des origines (des chapitres 1 à 11) et les récits patriarcaux (chapitres 12 à 50).
Après la création de l'univers et de l'homme (du chapitre 1 au chapitre 2 verset 4a), un deuxième récit de création avec le péché originel et la chute (du chapitre 2 verset 4b au chapitre 3), l'histoire du meurtre d'Abel par son frère Caïn (chapitre 4), la descendance d'Adam (chapitre 5), arrive l'histoire de Noé qui échappe au déluge grâce à son Arche (chapitres 6 à 9), puis la descendance de Noé (chapitre 10). L'histoire de la tour de Babel occupe le début du chapitre 11. Les généalogies qui entrecoupent ce récit et la dernière d'entre elles permettent de faire le lien avec la seconde partie de la Genèse. En effet, la généalogie de la fin du chapitre 11 donne les ancêtres d'Abraham dont l'histoire vient ensuite.
La seconde partie de la Genèse raconte l'histoire des patriarches. D'abord Abram, qui change son nom en Abraham après sa rencontre avec Dieu, est choisi pour être le père d'une grande nation et ce bien qu'il soit âgé et que sa femme Sarah soit stérile (chapitres 12 à 25 verset 8). Un fils leur naît, Isaac lui-même père de Jacob qui change son nom en Israël après avoir lutté contre un être mystérieux et à qui est faite la même promesse (du chapitre 25 verset 19 au chapitre 37). Enfin, l'histoire de Joseph achève le livre de la Genèse. Joseph, fils de Jacob est vendu par ses frères, est esclave en Égypte mais parvient à devenir le conseiller de Pharaon. Il fait venir en Égypte toute sa famille pour qu'elle échappe à la famine et se réconcilie avec ses frères (chapitres 37 à 50). Avec ses frères, il fonde ainsi les 12 tribus d'Israël.

### Exode
Le Livre de l'Exode raconte la sortie d'Égypte du peuple hébreu composé des descendants des 12 tribus d'Israël. Les Hébreux étant trop nombreux aux yeux de Pharaon, celui-ci les réduit en esclavage. Alors que le nouveau pharaon tente d'écraser les Hébreux jusqu'à faire tuer les premiers-nés, un enfant, Moïse, est sauvé et, une fois adulte, est appelé par Dieu pour conduire les Hébreux hors d'Égypte. Malgré de nombreux miracles (Dix plaies d'Égypte), Pharaon refuse le départ de ce peuple esclave et c'est seulement lorsque tous les premiers-nés, humains et animaux, meurent en une nuit, qu'il accepte de voir partir les Hébreux. Il revient ensuite sur sa décision mais son armée est noyée dans la mer des Roseaux (chapitres 1 à 14) que Dieu avait ouverte pour laisser le passage aux Hébreux. Libéré de cette menace, le peuple hébreu entame une longue marche jalonnée de miracles divins comme le don de la manne. Pendant ce voyage, Moïse reçoit les Tables de la Loi sur lesquelles est écrit le Décalogue (dix commandements). Enfin, le tabernacle est construit et consacré.

### Lévitique
Alors que les deux livres précédents font une large part au récit, le Lévitique rompt l'histoire pour exposer une série de rites à accomplir. Après la description de l'onction d'Aaron et de ses fils de la tribu de Lévi sont présentés les différents types de sacrifice pour chaque occasion. Des indications médicales expliquent la conduite à tenir en cas de suspicion de lèpre. Les lois sur le mariage et celles sur la nourriture sont aussi inscrites ainsi que celles concernant les fêtes, la libération des Hébreux en situation de servitude pour dettes et celle sur le repos de la terre tous les sept ans.

### Livre des Nombres
Le Livre des Nombres commence par le dénombrement des tribus hébraïques puis raconte le départ pour le Sinaï afin de conquérir la Terre promise. Cependant, après le retour d'éclaireurs partis reconnaître le pays, les Hébreux prennent peur et refusent d'entrer sur cette terre. N'ayant pas confiance en la parole divine, le peuple est maudit de sorte que tous (sauf Caleb et Josué) sont condamnés à errer dans le désert durant quarante ans et à ne pas entrer dans la terre promise qui n'appartiendra qu'à leurs enfants. Le peuple continue cependant à se révolter, ce qui provoque la colère divine. Même Moïse et Aaron subissent le châtiment de ne pouvoir pénétrer sur la Terre promise. Aaron meurt en chemin. Cependant, les Hébreux commencent à combattre des rois de la région et selon qu'ils respectent ou oublient la parole divine, parviennent à vaincre ou sont défaits.
Ce récit est entrecoupé de règles à observer : celles sur le sacrifice, celles sur les villes refuges pour ceux qui sont coupables d'un homicide involontaire, celles sur l'héritage, etc.

### Deutéronome
Le Deutéronome se présente comme un long discours tenu par Moïse aux Hébreux avant sa mort. Dans ce texte sont rappelées les règles auxquelles doivent se soumettre les Hébreux pour garder la bienveillance de Dieu à leur égard. Quelques rappels d'évènements racontés dans les livres précédents servent à montrer la puissance de Dieu, son soutien à son peuple élu et sa colère lorsqu'ils oublient ses commandements. Le texte se termine par un cantique, des bénédictions de Moïse et le bref récit de la mort de ce dernier.

## Composition

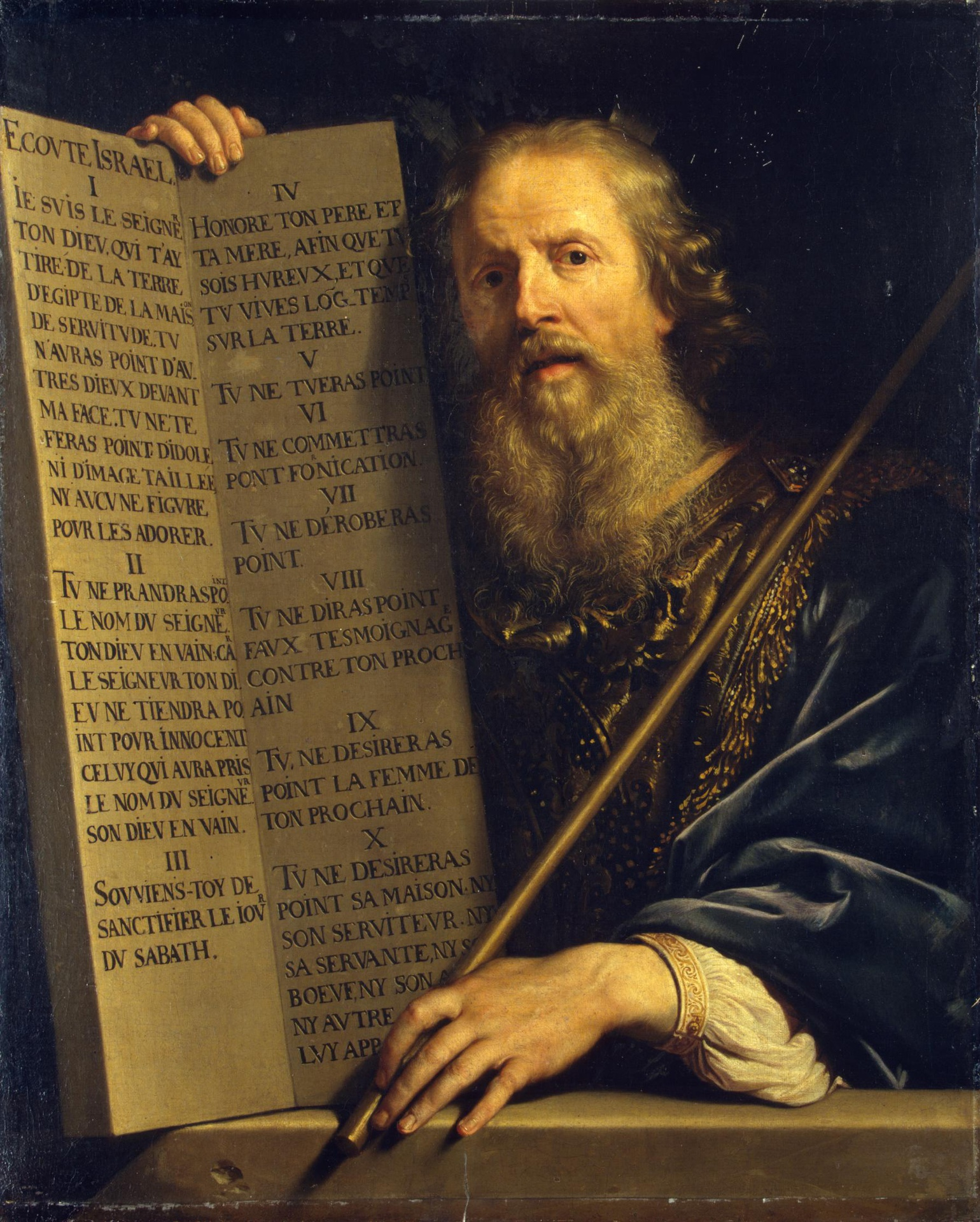
Moïse, qui a longtemps été considéré comme l'auteur du Pentateuque. Tableau de Philippe de Champaigne.

Le Pentateuque est une collection de textes mis en commun par des scribes autour de la période de l'exil à Babylone et après. La publication de cette littérature de compromis, qui ne cherche pas à gommer les divergences des options théologiques, peut se comprendre comme la mise en place d'une matrice identitaire du judaïsme naissant, une réponse aux changements politiques, économiques et religieux auxquels celui-ci se trouve confronté.
Depuis la fin des années 1990 et durant les années 2000, les chercheurs mettent surtout en avant l'idée que l'essentiel des textes du Pentateuque, ainsi que les quelques livres qui le suivent comme Josué ou Juges, ont certainement été compilés à l'époque perse, c'est-à-dire entre le Ve siècle et le IVe siècle ou, au plus tôt, aux VIIe et VIe siècles av. J.-C..